# Козлёнкова, Клавдия Прокофьевна
Клавдия Прокофьевна Козлёнкова (25 сентября 1926, Красное, Липецкая область, СССР — 8 августа 2005, Москва) — советская и российская киноактриса.

## Биография
Клавдия Прокофьевна Козлёнкова родилась 25 сентября 1926 года в деревне Красное Лев-Толстовского района (в то время Рязанская губерния, ныне Липецкая область). Вскоре семья переехала в Москву, где жила на Сретенке. Ещё будучи школьницей сыграла эпизодическую роль гимназистки в фильме Леонида Лукова «Это было в Донбассе» (1945).
После школы поступила поначалу в Институт иностранных языков, но окончила лишь подготовительное отделение итальянского языка. В 1946 году поступила в школу-студию МХАТ, но проучилась только два года и перешла в Театральное училище имени Б. В. Щукина, которое окончила в 1952 году. После этого с 1952 года короткое время работала в Московском областном драматическом театре, а затем с того же года — на киностудии имени Горького по договорам. С 1964 по 1990 годы была актрисой киностудии.
В основном играла роли второго плана и эпизодические роли, сыграла главную роль в фильме «Удивительная сила» (1965). Всего сыграла около ста ролей. Работала в дублировании иностранных кинофильмов и озвучивании фильмов киностудий союзных республик СССР.
Умерла 8 августа 2005 года в Москве на 79-м году жизни, похоронена на Химкинском кладбище (участок 76).

### Семья
- Муж — писатель Евгений Анатольевич Павлихин, профессор, заслуженный работник культуры РСФСР.

## Работы в театре

### Театральное училище им. Щукина
- «Волки и овцы»
- «Тридцать серебреников» — негритянка
- «На дне» — Настя

## Фильмография
- 1945 — Это было в Донбассе — гимназистка
- 1949 — Кубанские казаки — подруга Даши
- 1954 — Анна на шее — молодая дама в карете Артынова, в церкви стоит за Анной (нет в титрах)
- 1954 — Верные друзья — медсестра
- 1954 — Солдат Иван Бровкин — Тоня, дочь Акулины (нет в титрах)
- 1954 — Чемпион мира — колхозница
- 1955 — Княжна Мери — прислуга у Лиговской (нет в титрах)
- 1956 — Разные судьбы — соседка Сони по общежитию (нет в титрах)
- 1957 — Екатерина Воронина — учётчица — работница порта (нет в титрах)
- 1958 — Иван Бровкин на целине — Тоня, дочь Акулины
- 1958 — Жених с того света — молодой врач (нет в титрах)
- 1958 — Стучись в любую дверь — Нина
- 1960 — Бессонная ночь — работница ЗАГСа
- 1960 — Колыбельная — мать больной девочки
- 1960 — Конец старой Берёзовки — девушка на собрании, член строительной бригады (нет в титрах)
- 1960 — Простая история — Тося
- 1961 — Две жизни — швея (нет в титрах)
- 1961 — Командировка — Тося
- 1964 — Морозко — деревенская девушка
- 1965 — Ваш сын и брат — медсестра в поликлинике (нет в титрах)
- 1965 — Здравствуй, это я! — мать Тони
- 1965 — О чём молчала тайга — мать Яшки
- 1965 — Тридцать три — горничная
- 1965 — Удивительная сила — главная роль
- 1967 — Маленький беглец — диспетчер
- 1967 — Огонь, вода и… медные трубы — ведьма, гостья на свадьбе Кащея (нет в титрах)
- 1967 — Фокусник — мать Петеньки (нет в титрах)
- 1967 — Спасите утопающего — соседка, участница хора
- 1968 — Деревенский детектив — Степанида, колхозница (нет в титрах)
- 1968 — Наши знакомые — член комиссии (нет в титрах)
- 1969 — День и вся жизнь — встречающая на вокзале
- 1969 — Странные люди (новелла «Братка») — Клава
- 1970 — Как стать мужчиной (новелла «Женя») — зубной врач в детском саду (нет в титрах)
- 1971 — Тени исчезают в полдень — Авдотья
- 1972 — Красно солнышко — Настя
- 1973 — Великие голодранцы — баба
- 1973 — Письмо из юности — Глаша
- 1973 — Юнга Северного флота — Юдина
- 1974 — Анискин и Фантомас — Степанида
- 1974 — Вечный зов — Ульяна Савельева, жена Митрофана
- 1974 — Закрытие сезона — мама «Архимеда»
- 1975 — Осенние грозы — Лукерья
- 1976 — Предательница — учительница физкультуры
- 1977 — Личное счастье (2-я, 4-я серии) — секретарша Ширяева
- 1977 — Поединок в тайге — женщина с детьми
- 1977 — Саяны шумят — жена стрелочника
- 1977 — Усатый нянь — Мария Степановна, дворничиха
- 1977 — Хомут для Маркиза — женщина в очереди
- 1978 — Баламут — медсестра (нет в титрах)
- 1978 — И снова Анискин — Степанида, бригадир доярок
- 1978 — Ссыльный № 011 — Василиса
- 1978 — Уроки французского — молочница
- 1980 — Ледяная внучка — эпизод
- 1980 — Однажды двадцать лет спустя — Ратима
- 1980 — Полёт с космонавтом — доярка
- 1981 — Мы, нижеподписавшиеся — пассажирка в поезде
- 1981 — Карнавал — пассажирка метро
- 1981 — Танкодром (2-я серия) — мать Сергея Кольцова
- 1982 — Мы жили по соседству — доярка
- 1982 — Красиво жить не запретишь — мать модельера Бодрова
- 1982 — Не могу сказать «прощай» — гостья на свадьбе
- 1982 — Однолюбы — телятница на ферме
- 1982 — Частная жизнь — эпизод
- 1983 — Признать виновным — Клавдия, парикмахерша
- 1983 — Приступить к ликвидации — уборщица (нет в титрах)
- 1984 — Вера. Надежда. Любовь — Ольга Васильевна
- 1985 — Битва за Москву — женщина в толпе, возмущающаяся бегством чиновника
- 1985 --- Возвращение Будулая --- соседка Клавдии Пухляковой
- 1986 — Алый камень — хозяйка бывшего дома Малькова
- 1987 — Приближение к будущему — эпизод
- 1987 — Сын — уборщица в музее (нет в титрах)
- 1988 — Воскресенье, половина седьмого (2-я серия) — мать Толика
- 1988 — Француз — соседка
- 1989 — Вход в лабиринт — дворничиха Кашина
- 1990 — Охота на сутенёра — мастер по ремонту квартир
- 1990 — У истока дней — няня
- 1991 — Семнадцать левых сапог (киноверсия «За что?») — подруга
- 1991 — Шоу-бой — буфетчица
- 1991 — Непредвиденные визиты (2-я серия) — билетёрша в театре
- 1992 — Чёрный квадрат — соседка Саши
- 1992 — Луна-парк — дворничиха
- 1993 — Альфонс — продавщица папирос
- 1993 — Русская певица — консьержка
- 1995 — Дом — соседка
- 1995 — Ширли-мырли — пассажирка самолёта (нет в титрах)
- 1995 — На углу, у Патриарших — Ольга Ивановна, мама задержанного с гранатами
- 1996 — Королева Марго — хозяйка дома (нет в титрах)
- 1997—2002 — Самозванцы — жительница посёлка
- 1998 — Не послать ли нам... гонца? — местная жительница
- 1998 — Сочинение ко Дню Победы — участница Парада Победы
- 2001 — Черёмушки — эпизод
- 2001 — На углу, у Патриарших 2 — эпизод
- 2003 — Ангел на дорогах — бабушка на лавочке

### Киножурнал «Ералаш»
- 1993 — Выпуск № 99 (сюжет «Разговор») — прохожая (нет в титрах)
- 1993 — Выпуск № 99 (сюжет «Прости, Жмуриков») — учительница (нет в титрах)

## Озвучивание
- 1953 — Борьба в долине (араб. صراع فى الوادى‎; Египет)) — Амаль (роль Фатен Хамамы)
- 1956 — Во имя счастья (Ташкентская студия) — Гюльбахор (роль З. Таджибаевой)
- 1956 — За лебединой стаей облаков (лат. Kā gulbji balti padebeši iet; Рижская студия) — Ева (роль Астриды Гулбе))
- 1956 — Мост (Литовская студия художественных и хроникальных фильмов) — Рута (роль Алдоны Иодкайте)
- 1971 — Последний перевал («Азербайджанфильм») — Новресте, жена Имана (роль Тамиллы Рустамовой-Крастыньш)
- 1973 — Терпкий виноград («Арменфильм») — Елизавета (роль Галины Новенц)
- 1981 — Утренние всадники («Туркменфильм») — Огульнияз (роль Огулбды Мамедкулиевой)
- 1983 — Волчище — серый хвостище — Лиса (вокал)